# 似布氏麗花介
似布氏麗花介（学名：Pistocythereis bradyformis）为粗面介科麗花介屬下的一个种。